# 布基夫納
48°58′9″N 24°58′6″E / 48.96917°N 24.96833°E
布基夫納（烏克蘭語：Буківна），是烏克蘭西部的村莊，隸屬伊萬諾-弗蘭科夫斯克州的伊萬諾-弗蘭科夫斯克區。該村始建於1437年，面積5.61平方公里，2001年人口290，人口密度每平方公里51.7人。